# Доналд (Вашингтон)
Доналд (енгл. Donald) насељено је место без административног статуса у америчкој савезној држави Вашингтон.

## Демографија
По попису из 2010. године број становника је 91.
| Група             | 2000.    | 2010.      |
| Белци             | 0 (0,0%) | 46 (50,5%) |
| Афроамериканци    | 0 (0,0%) | 0 (0,0%)   |
| Азијати           | 0 (0,0%) | 5 (5,5%)   |
| Хиспаноамериканци | 0 (0,0%) | 33 (36,3%) |
| Укупно            | 0        | 91         |